# Правдино (Херсонская область)
Правдино (укр. Правдине) — село в Белозёрской поселковой общине Херсонского района Херсонской области Украины.

## Население
Население по переписи 2001 года составляло 1629 человек.

### Языковой состав
Родной язык населения по данным переписи 2001 года:
| Язык       | Численность, чел. | Доля     |
| ---------- | ----------------- | -------- |
| Украинский | 1 545             | 94,84 %  |
| Русский    | 74                | 4,54 %   |
| Другое     | 10                | 0,62 %   |
| Итого      | 1 629             | 100,00 % |

## История
Основано в 1846 году переселенцами из Виленской, Гродненской и Подольской губерний. До 1965 года носило название Цареводар.
С марта 2022 года село находилось под оккупацией российских войск. 9 ноября 2022 года освобождено Вооружёнными силами Украины в ходе контрнаступления в Херсонской области.

## Галерея

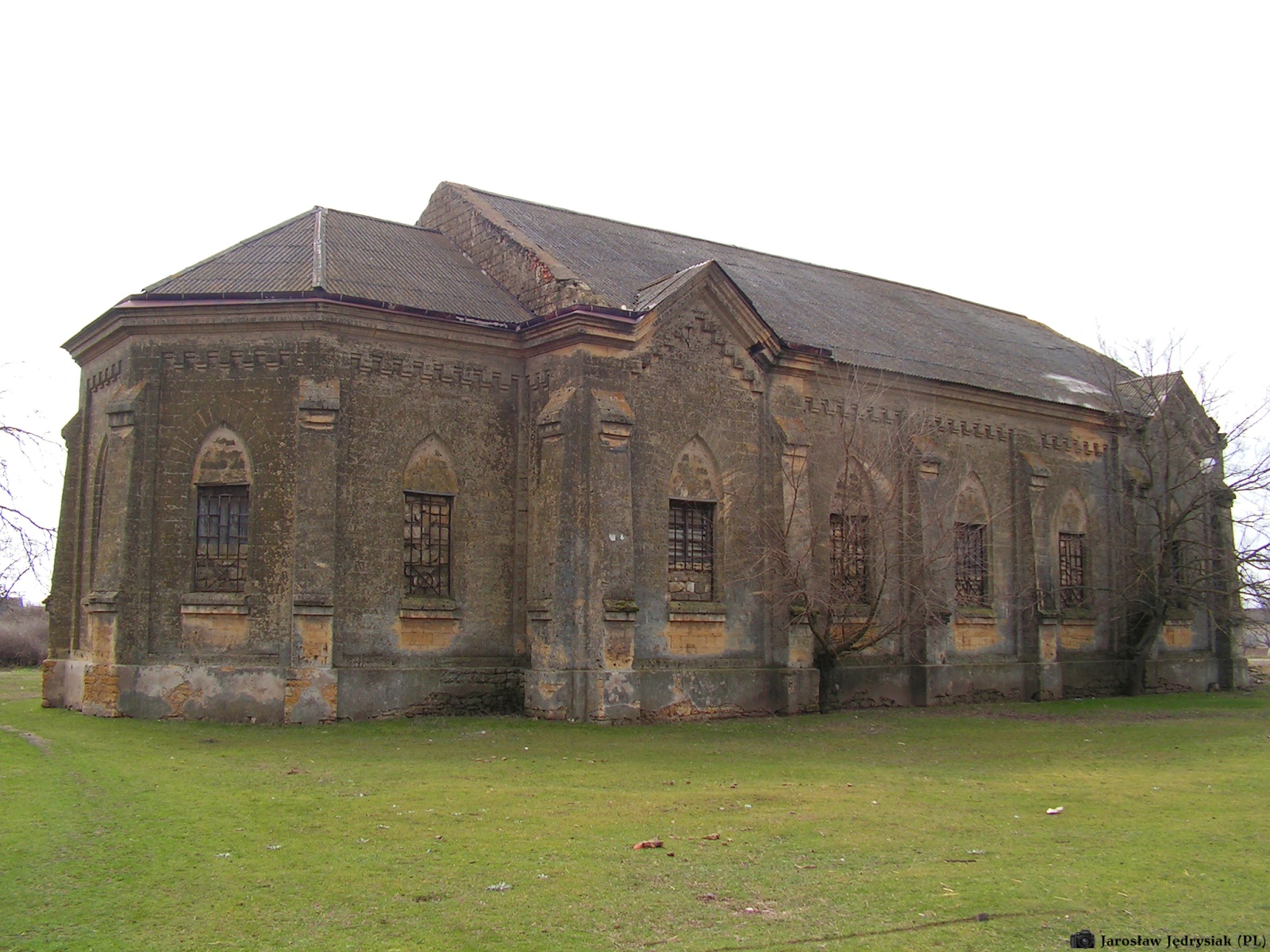
Разрушенный католический костёл XIX в.
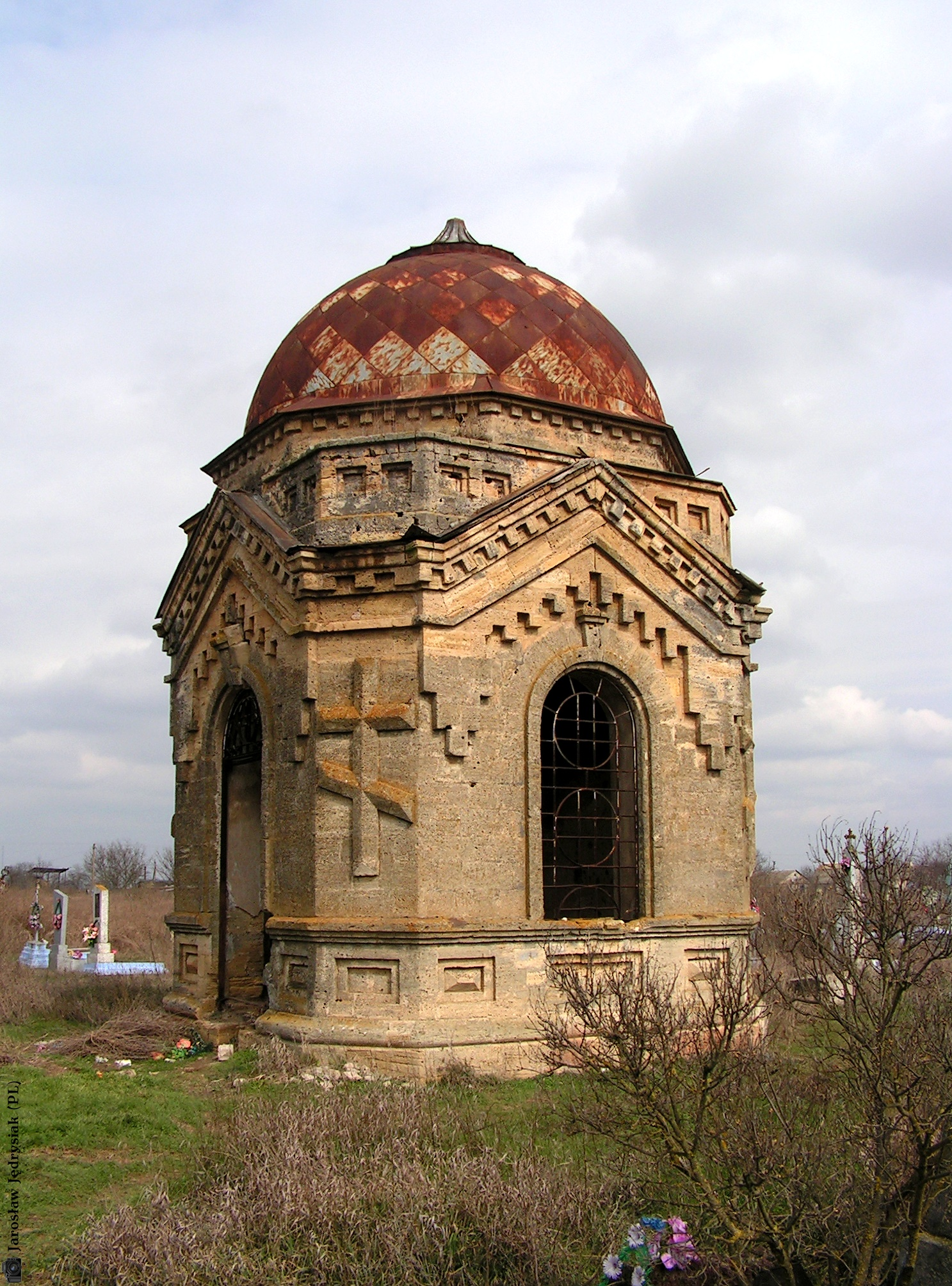
Развалины часовни XIX в.